# Дорога спадщина (альбом)
«“Дорогу Спадщину” Дмитра Луценка співає Раїса Кириченко» — альбом Раїси Кириченко. Виданий лейблом «Музика на всі смаки» на аудіокасетах у 2003 році (каталожний номер — K005).
Автором слів усіх композицій, окрім пісні «Синьоокі солов'ї» (слова Михайла Шевченка) є Дмитро Луценко. Більшість пісень з альбому ввійшли пізніше до збірки 2006 року «Кращі пісні (на вірші Дмитра Луценка)».
У композиції «Синьоокі солов'ї» разом з Раїсою Кириченко співає її чоловік — Микола Кириченко.

## Список пісень
Сторона А
1. Дорога спадщина — 4:05
2. Синьоокі солов'ї — 4:07
3. Будь моєю долею — 3:30
4. Ластівка — 4:09
5. Мамина вишня — 5:54

Сторона В
1. Хата моя, біла хата — 4:19
2. Незабутнє — 3:37
3. Яблунева доля — 4:10
4. Дівочий сон — 4:57
5. Пісня про хліб — 4:17